# Zeche Vohwinkel
Die Zeche Vohwinkel (auch Grube Vohwinkel) ist eine ehemalige Braunkohlenzeche im heutigen Wuppertaler Stadtbezirk Vohwinkel.
Wie auch in der ebenfalls im Bereich der Vohwinkeler Senke bestehenden Zeche Sonntagskind wurde hier Braunkohle abgebaut, allerdings war Zeche Vohwinkel von geringerer Bedeutung. Die Lage des Bergwerks ist ungenau beschrieben, ihre Lage wird als „westlich von Thurn“ beschrieben. Damit lag sie nördlich des östlichen Endes der Kaiserstraße und südlich des Gewerbegebiets Sonnborn (= Wohnquartier Industriestraße).
Es handelt sich hier aber nicht um ein regelmäßiges Flöz, sondern um allochthone Lager, die in den muldenförmigen Senken der stark zerklüfteten Massenkalkoberfläche angeschwemmt wurden. Diese Lager sind von tertiären Schichten unter- und überlagert.